# ニコラウス・フォン・オルデンブルク
ニコラウス・フォン・オルデンブルク（ドイツ語: Nikolaus von Oldenburg, 1897年8月10日 - 1970年4月3日）は、ドイツの領邦オルデンブルク大公国最後の大公世子（Erbgroßherzog）。1931年より死去するまでオルデンブルク大公家家長の地位にあった。ドイツのための選択肢副党首ベアトリクス・フォン・シュトルヒは孫にあたる。

## 生涯
最後のオルデンブルク大公フリードリヒ・アウグスト（2世）と、その2番目の妃のメクレンブルク＝シュヴェリーン大公女エリーザベト・アレクサンドリーネ（フリードリヒ・フランツ2世の長女）の間の長男（第3子）として生まれた。プロイセン軍のオルデンブルク竜騎兵第19連隊に所属し、名誉大尉の階級を与えられた。第一次世界大戦が勃発すると、父の友人であったバイエルン王太子ループレヒトの参謀として従軍した。ドイツ革命によってオルデンブルク大公国が消滅すると、大公世子としての法的な地位を失った。1931年の父の死に伴ってオルデンブルク大公家の家督を継承した。
戦後のニコラウスは旧領地であったオルデンブルク自由州において、州とその周辺のほとんどの市民を加えた君主主義政党を組織するなど、積極的に政治に関与した。ナチズムに対して共感を持っていなかったニコラウスは、自身の支持者に対して国家社会主義ドイツ労働者党（ナチ党）に投票しないように呼びかけた。1936年、ニコラウスの党は他のドイツの多くの政党と同様に非合法化された。ナチ党から危険人物と見なされたニコラウスは、「国家の敵」のレッテルを貼られる危機に晒されたが、熱烈なナチ党員であった義兄弟のヨシアス・ツー・ヴァルデック＝ピルモント（妻ヘレーネの兄、妹アルトブルクの夫）の取り成しによって事無きを得た。1937年5月1日にナチ党に入党し、同党の408万5803人目の党員となった。第二次世界大戦の間、家族と共にラシュテーデ城で他と関わりを絶つかのようにして暮らした。
ナチ党政権の崩壊後は、君主制復古のために連合国軍と交渉する考えを持っていたが、イギリスからの歓心を得ることができなかったため果たせずに終わった。オルデンブルクで戦前の君主主義政党を立て直したが、1963年にその指導者の地位を長男のアントン・ギュンターに譲った。1970年4月3日、ラシュテーデにおいて72歳で死去。家長位はアントン・ギュンターが継承した。ニコラウスの死後、彼が組織した党も解散した。

## 結婚と子女
1921年10月26日、アーロルゼンにおいてヴァルデック侯女ヘレーネ（フリードリヒの娘）と結婚した。ヘレーネとの間に6男3女を儲けた。うち、一番下の男子2人は双子である。
- アントン・ギュンター・フリードリヒ・アウグスト・ヨシアス（1923年 - 2014年） - オルデンブルク大公家家長
- リクサ・エリーザベト・バティルディス・エンナ・ツェツィーリエ（1924年 - 1939年）
- ペーター・フリードリヒ・アウグスト・マックス（1926年 - 2016年） - 1951年、レーヴェンシュタイン＝ヴェルトハイム＝フロイデンベルク侯女ゲルトルートと結婚
- アイリーカ・シュテファニー・エリーザベト・テクラ・ユリアナ（ウクライナ語版）（1928年 - 2016年） - 1950年、ライニンゲン侯エミッヒと結婚
- エギルマー・フリードリヒ・フランツ・シュテファン・ヴィルヘルム（1934年–2013年）
- フリードリヒ・アウグスト・ヴィルヘルム・クリスティアン・エルンスト（英語版）（1936年 - 2017年） - 1965年にプロイセン王女マリー＝セシール（英語版）と結婚（1989年に離婚）、1991年にカステル＝リューデンハウゼン伯爵夫人ドナータ（英語版）と再婚
- アルトブルク・エリーザベト・ヒルダ・インゲボルク・マリー・ルイーゼ・マティルデ（1938年 - ） - 1967年、エルファ男爵リューディガーと結婚
- フーノ・フリードリヒ・ペーター・マックス（1940年 - ） - 1970年、シュヴェリン・フォン・クロージク伯爵夫人フェリーツィタス・アニータ（ルートヴィヒ・シュヴェリン・フォン・クロージクの長女）と結婚
- ヨハン・フリードリヒ・アドルフ（1940年 - ） - 1971年、オルテンブルク伯爵夫人イールカと結婚

ヘレーネと死別後の1950年9月20日、ハルムスドルフのギュルデンシュタイン荘園においてアンネ＝マリー・フォン・シュッツバー＝ミルヒリンクと再婚した。アンネ＝マリーとの間に子供はなかった。